# Thialf

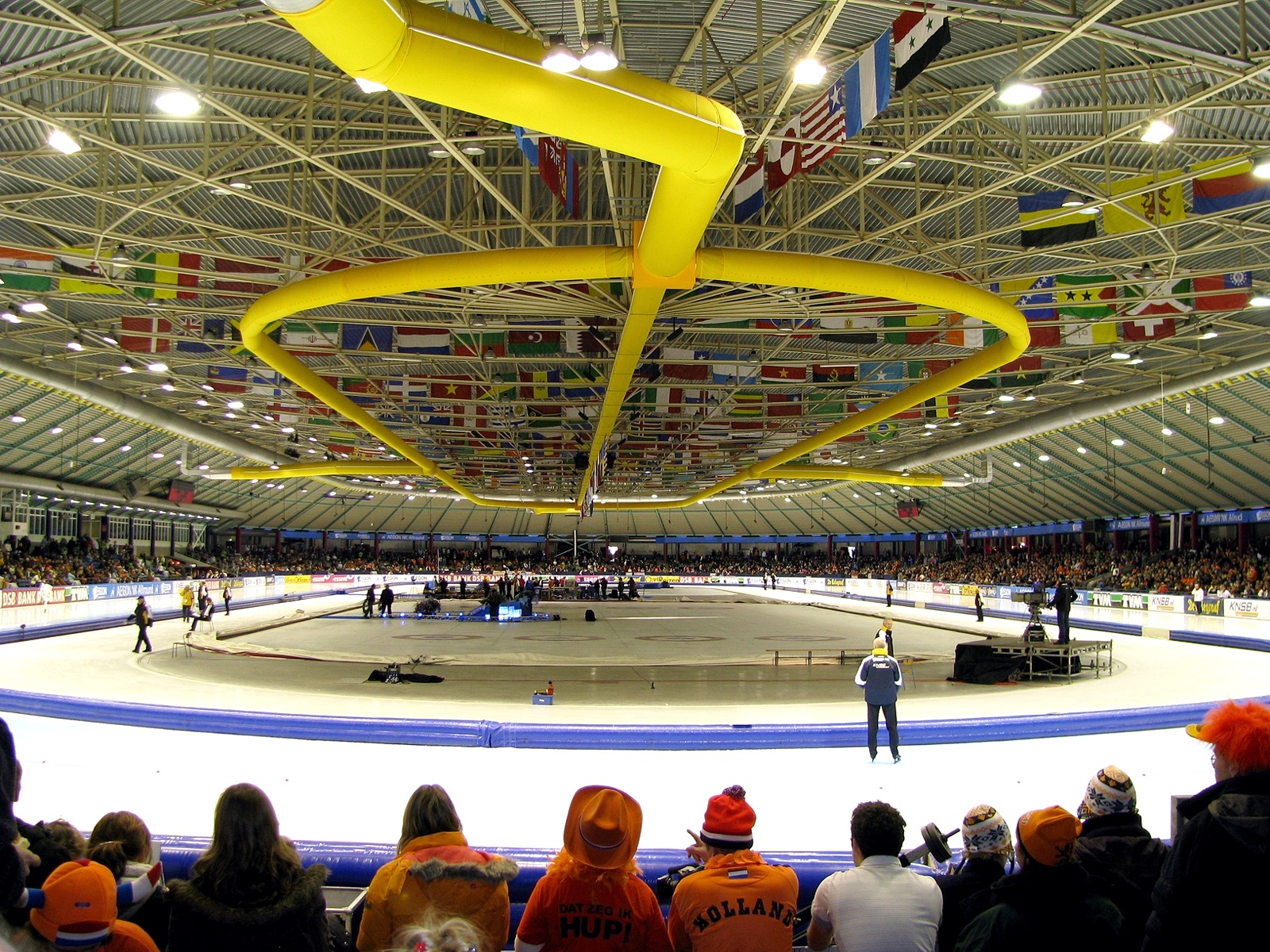
Thialf

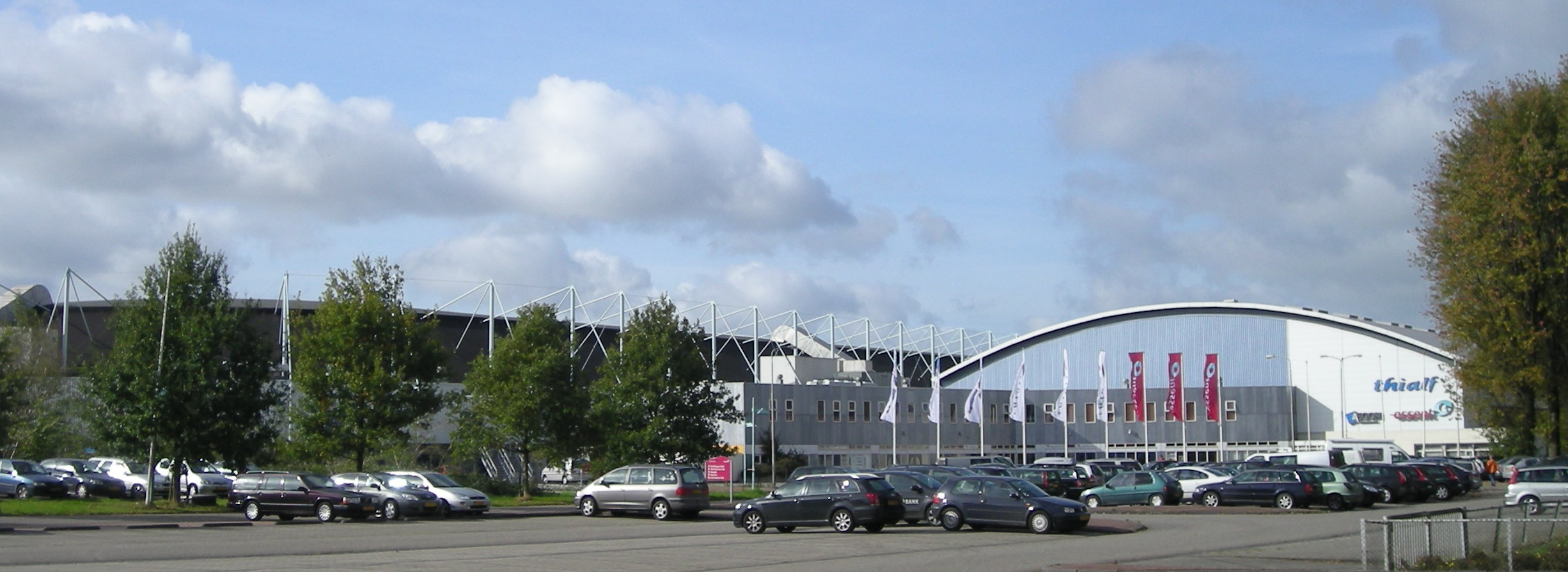
Patinoire vu de l'extérieur.

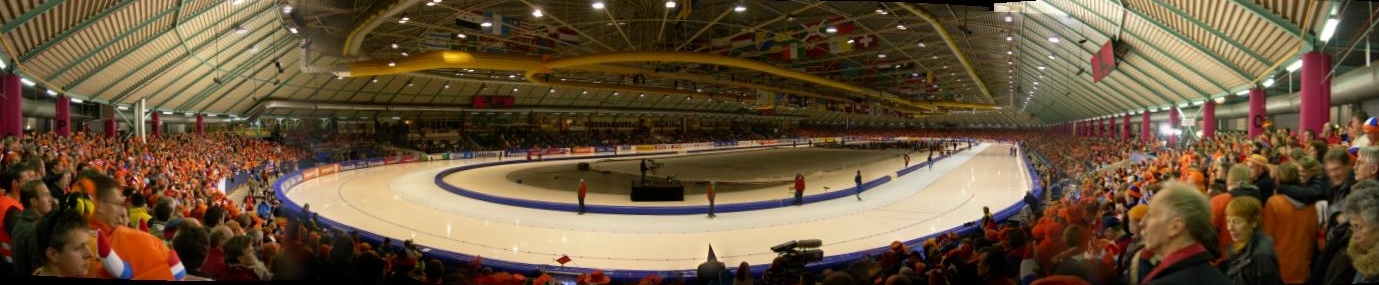
Patinoire vu de l'intérieur.

Le Thialf est une patinoire située à Heerenveen (Pays-Bas).
Ses fonctions principales concernent le patinage de vitesse, le short-track et le hockey sur glace.

## Histoire
Thialf, dont le nom vient de Thjálfi de la mythologie nordique, fut ouvert en 1967 en tant que patinoire ouverte. Dans les années 1980, l'endroit est entièrement reconstruit pour une patinoire couverte (deuxième patinoire à se doter d'un toit après Sportforum Hohenschönhausen de Berlin).
Grâce aux conditions à l'intérieur de la patinoire qui permettent de maîtriser la température, plusieurs records du monde de patinage de vitesse furent battus, mais les patinoires de Calgary et de Salt Lake City ont entre-temps pris le titre de « glace la plus rapide au monde ».
Plusieurs évènements se sont déroulés ici tels que les championnats du monde toutes épreuves masculin de 1976, 1977, 1980, 1987, 1991, 1998, 2002 et 2007 (et 2010) - féminin en 1972, 1974, 1992, 1998, 2002 et 2007 (et 2010). Depuis 1996, ces deux championnats ont lieu au même endroit. Thialf a également accueilli les Championnats du monde simple distance de patinage de vitesse de 1999, les Championnats du monde de sprint de patinage de vitesse de 1985, 1989, 1996, 2006, 2008 et enfin plusieurs épreuves de la coupe du monde de patinage de vitesse.